# Дадишкилиани, Отар Михайлович
Отар Михайлович Дадишкилиани (род. 21 августа 1923, Новочеркасск, Донская область) — советский и российский балетмейстер, режиссёр, режиссёр-постановщик, фронтовик Великой Отечественной войны. Заслуженный артист РСФСР (22.07.1961), Заслуженный деятель искусств Белорусской ССР (1970).

## Биография
Родился 21 августа 1923 года в Новочеркасске. В момент переезда семьи в Ставрополь, выступал на соревнованиях джигитов, в 7 лет танцевал кавказские танцы, а позже был принят в ансамбль кавказских танцев. Перед Великой Отечественной войной поступил в танцевальную студию.
В феврале 1943 года попал в действующую армию. Когда в политотделе армии узнали о том, что Дадишкилиани хорошо танцует, его отобрали во фронтовую бригаду, которая принимала участие почти во всех боевых действиях, а между боями давала на передовой концерты для действующей армии.
В 1956 году окончил балетмейстерское отделение в Российском институте театрального искусства. Получил дипломную работу с отличием — первое сценическое воплощение балета «Маскарад» (по драме М. Лермонтова) на музыку выпускника Московской консерватории, ученика А. Хачатуряна Льва Лапутина.
В 1956 году стал главным балетмейстером Горьковского государственного театра оперы и балета им. А. С. Пушкина. С 1956 по 1964 год был главным балетмейстером Челябинского государственного академического театра оперы и балета им. М. И. Глинки, а с 1964 по 1976 год — главным балетмейстером Национального академического Большого театра оперы и балета республики Беларусь.
В 1971—1976 годах — главный режиссёр Национального академического Большого театра оперы и балета республики Беларусь. В 1976—2003 годах — главный режиссёр Нижегородского государственного академического театра оперы и балета им. А. С. Пушкина.
С 2003 года работает режиссёром-постановщиком в Нижегородском государственном академическом театре оперы и балета им. А. С. Пушкина.

## Личная жизнь
Бывшая жена — артистка балета и педагог Клара Малышева (1935—2025).  Дочь Нателла — балерина, сын Денис — артист балета. 
7 ноября 2023 года 100-летний Отар Дадишкилиани заключил брак с Татьяной Уколовой, которая является художником по костюмам в Нижегородском Доме актёра, ей 75 лет.

## Работы

### Постановки
Постановки Дадишкилиани исполнялись во времена гастролей Нижегородского театра оперы и балета в Москве, Киеве, федеральной земле Северная Рейн-Вестфалия Германии, во Франции и Македонии. В 1987 году Нижегородский театр оперы и балета им. А. С. Пушкина одним их первых исполнил на своей открытой площадке оперы в постановке Дадишкилиани: «Чародейка» П. И. Чайковского у стен Нижегородского кремля, «Иван Сусанин» М. И. Глинки на родине героя в Костроме. В 1988 году состоялся спектакль в Ипатьевском монастыре на площади перед Троицким собором, а в 2003 году в городе Скопье Дадишкилиани осуществил совместную с Македонским Народным Театром постановку оперы М. И. Глинки под названием «Иван Сусанин». В 2006 году была записана Центральным телевидением и показана на телеканале «Культура» опера М. Мусоргского «Борис Годунов» в постановке Отара Дадишкилиани.
Принимает участие в культурных акциях и фестивалях.
Балеты
- «Шурале» Ф. З. Яруллин
- «Цветок счастья» Г. А. Мушель
- «Каменный цветок» С. С. Прокофьев
- «Ромео и Джульетта» С. С. Прокофьев
- «Шкунтала» С. А. Баласанян
- «Спартак» А. И. Хачатурян
- «Альпийская баллада» Е. А. Глебов
- «Тиль Уленшпигель» Е. А. Глебов
- «Маленький принц» Е. А. Глебов
- «Эсмеральда» Ц. Пуни
- «Пер Гюнт» Э. Григ

Оперы
- «Хованщина», «Борис Годунов» М. П. Мусоргский
- «Русалка» А. С. Даргомыжский
- «Пиковая дама», «Евгений Онегин», «Мазепа» П. И. Чайковский
- «Золотой петушок» Н. А. Римский-Корсаков
- «Князь Игорь» А. П. Бородин
- «Кармен» Ж. Бизе
- «Бал-маскарад», «Аида» Дж. Верди
- «Тихий Дон» И. И. Дзержинский
- «Фома Гордеев» А. А. Касьянов
- «Граф Нулин», «Пир во время чумы» А. А. Николаев
- «Порги и Бесс» Дж. Гершвин
- Музыкальная комедия «Ханума» Г. А. Канчели

## Звания и награды
- Орден Отечественной войны II степени[4]
- Заслуженный артист РСФСР (22.07.1961)
- Заслуженный деятель искусств Белорусской ССР (1970)
- Лауреат премии города Нижнего Новгорода (2013, 2017)
- Лауреат Пушкинской премии Нижегородской области (1994)
- Лауреат премии им. Н. И. Собольщикова-Самарина Нижегородского отделения Союза театральных деятелей Российской Федерации (2001)
- Лауреат премии Минина и Пожарского Законодательного собрания Нижегородской области (2013)

## Издательства
- Галина Лохова. Саркис и Лаппочка. — Litres, 2022-05-15. — 503 с. — ISBN 978-5-04-030764-7.
- Respublika Belarusʹ: ėnt͡siklopedii͡a : [v 6 t. — Belaruskai͡a Ėntsyklapedyi͡a, 2006. — 906 с. — ISBN 978-985-11-0341-2.
- Знамя. — Гослитиздат, 1983. — 1474 с.